# 誘導阻力

诱导阻力示意图

在空氣動力學中，誘導阻力（英語：induced drag）是一個相對著空气流動的物體中，和該物體運動方向相反的阻力。誘導阻力有著跟攻角成正比增加的特性，作用在任何因外形能改變空氣流向以產生升力的物體。例如飛機機翼產生向上的升力，汽車擾流板產生向下的下压力。升力有增減，誘導阻力也跟著增減；當升力降至零，誘導阻力也隨之消失。
飞机的诱导阻力与机翼的平面形状、机翼剖面形状和展弦比等因素有关。